# Mistrzostwa Ameryki Północnej we Wspinaczce Sportowej 2006
Mistrzostwa Ameryki Północnej we Wspinaczce Sportowej 2006 – edycja mistrzostw Ameryki Północnej we wspinaczce sportowej, która odbyła się w dniach od 24 do 25 listopada 2006 w Stanach Zjednoczonych w Denver. 

## Uczestnicy, konkurencje
Zawodnicy i zawodniczki podczas zawodów wspinaczkowych w 2006 roku rywalizowali łącznie w 4 konkurencjach. Każdy zawodnik miał prawo startować w każdej konkurencji o ile do niej został zgłoszony i zaakceptowany przez IFCS i organizatora zawodów.
| Lp.   |           | ↓ Uczestnicy – konkurencje → |    | prowadzenie | na czas |
| ----- | --------- | ---------------------------- | -- | ----------- | ------- |
| 1.    | Mężczyźni | 11                           | 4  |             |         |
| 2.    | Kobiety   | 6                            | 3  |             |         |
| Razem | Razem     | Razem                        | 17 | 7           |         |

## Medaliści
| Konkurencje  | Złoto                                   | Srebro                            | Brąz                                 |
| ------------ | --------------------------------------- | --------------------------------- | ------------------------------------ |
| Mężczyźni    |                                         |                                   |                                      |
| prowadzenie  | Kanada · Sean McColl                    | Stany Zjednoczone · Zeb Engberg   | Stany Zjednoczone · Patrick Cassiday |
| wsp. na czas | Stany Zjednoczone · Patrick Cassiday    | Kanada · Sean McColl              | Stany Zjednoczone · Josh Carrick     |
| Kobiety      |                                         |                                   |                                      |
| prowadzenie  | Stany Zjednoczone · Emily Harrington    | Stany Zjednoczone · Sydney McNair | Stany Zjednoczone · Chelsea Rude     |
| wsp. na czas | Stany Zjednoczone · Mykael Ann McGinley | Stany Zjednoczone · Rachel Minery | Meksyk · Orquidea León Juarez        |

## Klasyfikacja medalowa
* Gospodarz zawodów został zaznaczony tym kolorem.
|                   |                     |                   |   |   |   |    |   |   |   |   |   |   |
| 1                 | Stany Zjednoczone * | 3                 | 3 | 3 | 9 | 1  | 1 | 2 | 2 | 2 | 1 |   |
| 2                 | Kanada              | 1                 | 1 | 0 | 2 | 1  | 1 | 0 | 0 | 0 | 0 |   |
| 3                 | Meksyk              | 0                 | 0 | 1 | 1 | 0  | 0 | 0 | 0 | 0 | 1 |   |
| Ogółem (3 państw) | Ogółem (3 państw)   | Ogółem (3 państw) | 4 | 4 | 4 | 12 | 2 | 2 | 2 | 2 | 2 | 2 |